# Ügyvéd

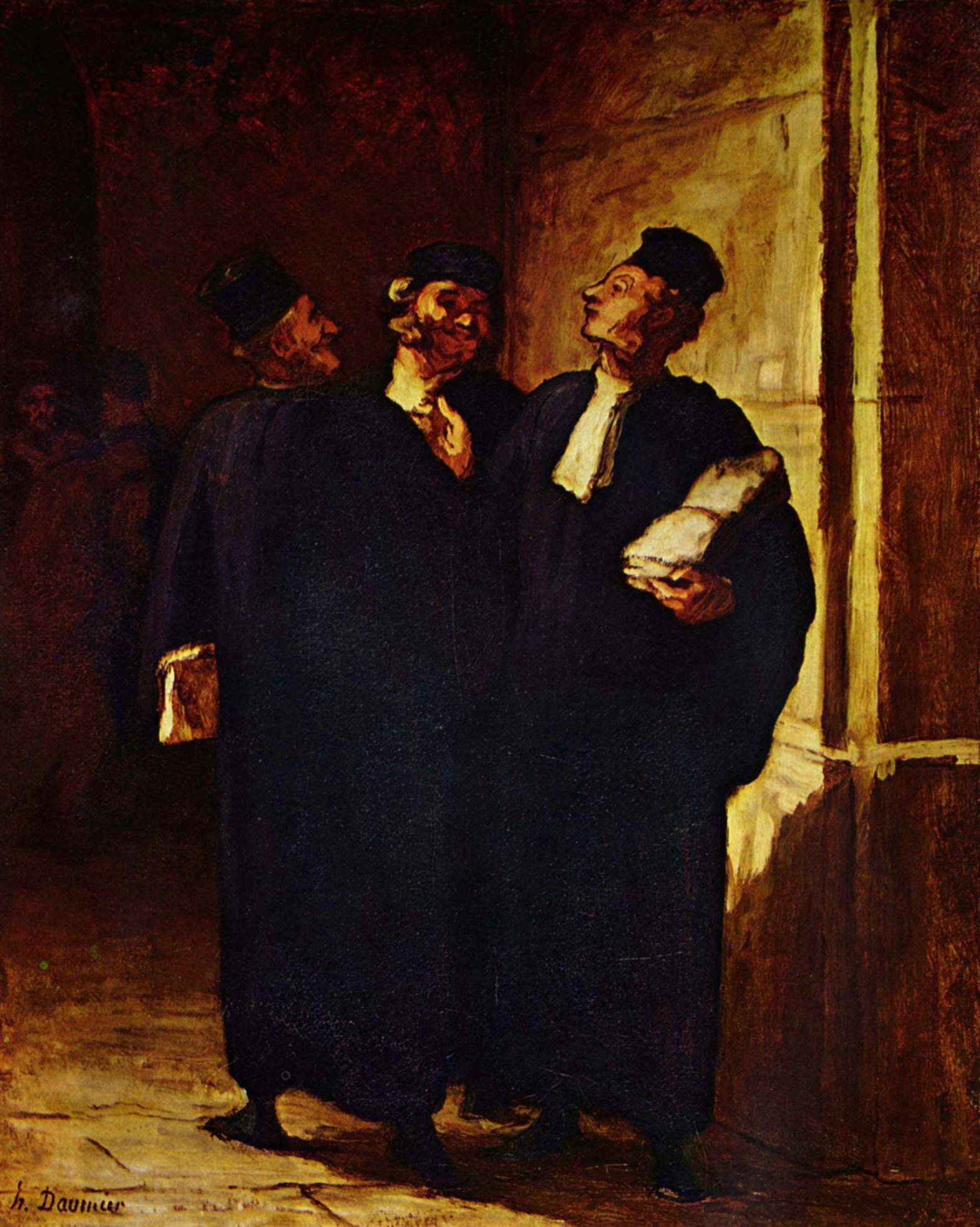
Honoré Daumier: Három ügyvéd megbeszélése (1843-1848)

Az ügyvéd a jogászi foglalkozások egyike. Az ügyvéd a hivatásának gyakorlásával - törvényes eszközökkel és módon - elősegíti megbízója jogainak érvényesítését és kötelezettségeinek teljesítését, valamint közreműködik abban, hogy az ellenérdekű felek a jogvitáikat megegyezéssel intézzék el. Az ügyvédi tevékenységről Magyarországon a 2017. évi LXXVIII. törvény (Üttv.) rendelkezik, mely fokozatosan lépett hatályba 2018. július 2. napjáig, felváltva a korábbi, az ügyvédekről szóló 1998. évi XI. törvényt.

## Fogalma
Az ügyvédi hivatás világszerte ismert, azonban nem mindenütt abban a formában, ahogyan nálunk ismeretes. Az angol nyelvű jogrendszerekben ismeretes két intézmény, a "solicitor" és a "barrister". Utóbbi a klasszikus ügyvédet, előbbi egyfajta vállalati jogtanácsost jelenthet, azonban ma már átfedések is tapasztalhatóak a kettő között. A common law-jogrendszerben az ügyvédi tevékenység az alapfeltétele számos más jogi pálya (így az ügyészek, a bírók, vagy közigazgatási jogászok) későbbi betöltésének. Az ügyvédi pálya a végzett jogászok leggyakoribb hivatása az egész világon.
Az ügyvéd alapvetően kétféle típusú jogi munkát végez: a perbeli képviseletet és a nemperes jogi ügyek intézését. Előbbi a büntető- és polgári peres eljárásokban való eljárási jogosultságot jelenti, utóbbi pedig egészen széles körű lehet. Az ügyvédek szakmai szervezete az ügyvédi kamara, mely szakmai és etikai felügyeletet gyakorol felettük és képviseli az érdekeiket. A jogállásuk sajátságos, ugyanis nagyon hasonlít az egyéni vállalkozóéhoz, azonban kvázi munkáltatóként a kamara fogható fel, ugyanakkor azonban az ügyfelekkel megbízási szerződés alapján jön létre a jogviszony. Az ügyvédek ezen túlmenően lehetnek egyéni ügyvédek vagy lehetnek ügyvédi iroda tagjai (ezen belül pedig lehetnek alkalmazott ügyvédek is).
Az ügyvédéhez nagyon hasonló foglalkozás a jogtanácsosé, azonban a legfontosabb különbség, hogy a jogtanácsos egyetlen munkáltató érdekeit képviseli, és nem megbízási, hanem munkaszerződés alapján jár el.

## Az ügyvédség története Magyarországon
Magyarországon a XIII. századból ismerünk először olyan feljegyzéseket, melyek szerint azokban a perekben, amelyekben nem a félnek kellett személyesen eljárnia, prókátort (procuratort) lehetett fogadni. Kezdetben a jegyzők, de egyházi személyek is betöltötték ezt a tisztet, a lényeg az írni-olvasni tudás volt. A német jog hatására ugyanekkor megjelentek a szószólók (conlocutor), akik a fél jelenlétében, de a fél érdekében szólaltak fel. Bárki lehetett ügyvéd, aki cselekvőképességgel bírt, egyházi vagy világi állással rendelkezett, és családi vagy rokoni kapcsolatai nem akadályozták az állás elfogadásában. Ügyvéd megbízása az úgynevezett hiteles pecsét segítségével történt, vagy hiteles helyen történő meghatalmazással. A megbízás tartama az ügy elintézésének végéig tartott, 1578-tól azonban általános lett az egy év. 1567-től eskütételre is kötelezve voltak, melyben nyilatkozniuk kellett arról, hogy igazságtalan ügy képviseletében nem járnak el, az ország jogával szemben az igazságtalanságot nem védelmezik, és hogy peregyezség esetén nem játszanak össze az ellenféllel. Ez az eskü azonban már 1574-től nem volt kötelező, mert betarthatatlan volt. 1695-től már a királyi tábla előtt kellett letenni az esküt, ez volt tevékenységük elismerésének feltétele.
1723-ban megjelent az ügyvédi rendtartás, mely az ügyvédi vizsga letételét és az eskütételt írta elő a pálya gyakorlásának feltételéül. 1769-től az új rendtartás már a jogi ismeretek szigorú vizsga alapján történő ellenőrzését írta elő, valamint erkölcsi bizonyítvány beszerzését. A királyi vagy báni tábla mellett tevékenykedő ügyvédeknek ezen túlmenően a tábla négytagú bizottsága előtt is vizsgázniuk kellett. Csak azok mentesültek, akik a törvény hatálybalépésekor már hosszú ideje ügyvédi gyakorlatot folytattak, vagy éppen bizonyságot adtak szakmai ismereteikről. A sikeres vizsgázók bizonyságlevelet kaptak, mely alapján törzskönyvbe vették őket, és szabadon praktizálhattak. A hallgatás vagy becstelenség vétkébe eső ügyvédet törölték a törzskönyvből és visszavonták bizonyságlevelét is. II. József a feddhetetlenséget kiegészítette az egyetemi illetve akadémiai tanulmányok alatti feddhetetlenséggel. Ezután egy évi joggyakornoki tevékenységet írtak elő kötelezően, majd további egy év jegyzői gyakorlatot. Ezután szóbeli és írásbeli vizsga volt az ügyvédi hivatás feltétele. 1804-től már hivatalosan is csak a jog- és államtudományi végzettségű ember tölthette be ezt a hivatást.
1852-től bevezették az ügyvédi képesség új feltételeit: osztrák állampolgárság, nagykorúság, feddhetetlen előélet, jogtudományban jártasság, és ügyvédi vizsga. Az ügyvédeket az igazságügy-miniszter nevezte ki a megfelelő bírósági székhelyre. 1874-ben aztán megszületett egy újabb ügyvédi rendtartás, melyben rögzítették, hogy az ügyvédi munka független, önálló, és szabad hivatás. Ekkortól működik az ügyvédi kamara is. Ügyvéd lehetett minden magyar állampolgár, aki megszerezte az ügyvédi oklevelet, és felvetette magát valamely ügyvédi kamarába. Az, hogy elvállal-e egy ügyet vagy sem, szabad mérlegelés tárgya lett, kivéve a szegények ügyei és a kirendelt védelem. 1889-ben önálló ügyvédi bíróságot hoztak létre a visszaélések elkerülésére. 1913-ban az ügyvédi tevékenységet négy év szakmai gyakorlathoz kötötték. 1937-ben a numerus clausus hatására itt is korlátozták a kamarákba felvehető ügyvédek számát, valamint óvadék letételét írhatták elő.
A második világháború után az ügyvédség tevékenységét rövidesen korlátozni kezdték. Kádár János 1945-ben a következőket üzente az ügyvédeknek: „Teljes könyörtelenséggel kell lesújtani azokra, akik pénzkereseti forrásnak tekintik a fasiszta bűnösök mentését.”
1948 áprilisában felfüggesztették az ügyvédi kamarák autonómiáját. Az ügyvédek egy részét „reakciósnak” bélyegezték és kizárták, egyeseket internáltak.
1950-ben egy új jogszabállyal leválasztották a jogtanácsosokat az ügyvédségről, majd kötelezően előírták, hogy az ügyvédek az önálló praktizálás helyett ügyvédi munkaközösségekbe tömörüljenek. A névjegyzékbe kerülés feltétele volt az ügyvédi eskü letétele. Maximálták az ügyvédi munkadíjakat is.

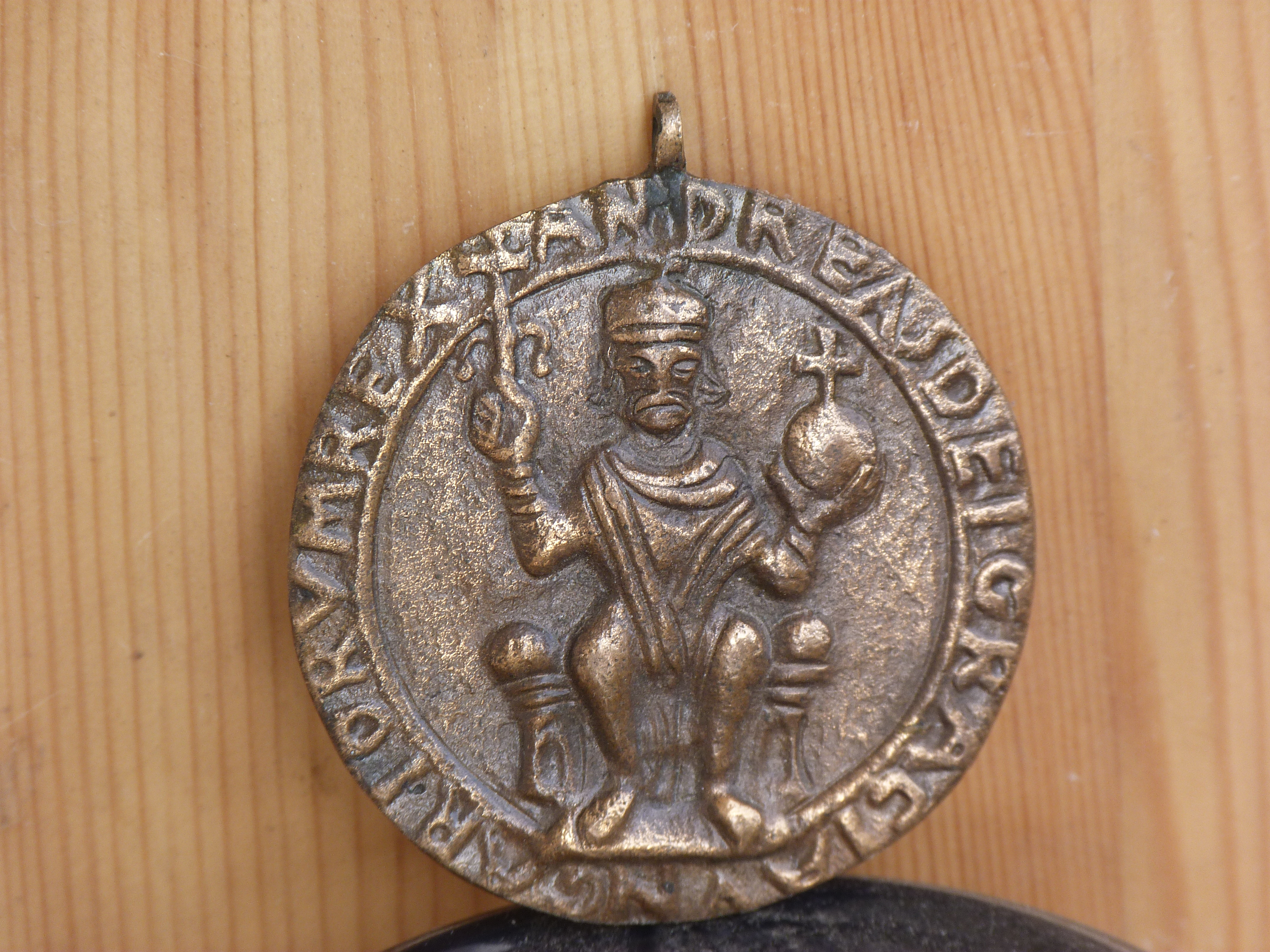
A Budapesti 9. számú Ügyvédi Munkaközösség emlékérme

A rendszerváltás politikai folyamatában a magyar ügyvédség jelentős szerepet játszott. A monori és lakitelki találkozóhoz hasonlóan a sziráki találkozón értékelte az ügyvédség kezdeményezőbb része a politikai helyzetet. Kónya Imre a már Szirákon is közzé tett felhívást ismertette a Független Jogász Fórum alakuló ülésén, 1988. november 5-én. Később a Független Jogász Fórum jelentős szerepet játszott azoknak a technikai feltételeknek a biztosításában, melyek lehetővé tették a rendszerváltás békés lebonyolítását. 
A rendszerváltástól kezdve a legfontosabb változás a munkaközösségeken túl az egyéni praktizálás lehetőségének bevezetése volt. A rendszerváltás után az 1998. évi XI. törvény (az ügyvédekről) szabályozta az ügyvédi tevékenységet. Jelen pillanatban a 2017. évi LXXVIII. törvény szabályozza az ügyvédek tevékenységét, amely már nemcsak az ügyvédekre, hanem az ügyvédi tevékenységet gyakorló természetes személyekre és szervezetekre is tartalmaz rendelkezéseket.

## Az ügyvédi tevékenység
Ma az ügyvédi tevékenység Magyarországon szabad és független. Az ügyvédválasztás szabadsága pedig mindenkit megillet. Alapelv, hogy az ügyvédi tevékenység az ügyfél és az ügyvédi tevékenységet gyakorló közötti bizalmon alapul, amelyet mindenki köteles tiszteletben tartani. Az ügyvédnek hivatását a legjobb tudása szerint, lelkiismeretesen, a jogszabályok megtartásával kell gyakorolnia, tevékenységében köteles mindenkor az ügyvédi hivatáshoz méltó magatartást tanúsítani. Az ügyvéd ennek érdekében szakmai tudását önképzés és kötelező továbbképzés útján fejleszti. Nem működhet közre, ha az a hivatásával nem egyeztethető össze, így különösen ha a közreműködését olyan jogügylethez kérik, amely jogszabályba ütközik, vagy jogszabály megkerülésére irányul.
Az ügyvédi tevékenység eléggé sokrétű. Így többek között: jogi képviselet ellátása, büntetőeljárásban védelem ellátásae, jogi tanácsadás, okiratszerkesztés és okirat ellenjegyzése, szerkesztett okiratok és mellékleteik elektronikus okirati formába alakítása, illetve ügyvédi tevékenységgel összefüggésben letét kezelése. Ezen túl lehet még adótanácsadó, társadalombiztosítási tanácsadó, biztosítási tanácsadó, munkaügyi tanácsadó, bizalmi vagyonkezelő, pénzügyi tanácsadó, ingatlanközvetítő, társasházi közös képviselő, szabadalmi ügyvivő, közbeszerzési tanácsadó, vagy közvetítői eljárásban közvetítő. Cégek létesítő okiratát vagy bejegyzési (változásbejegyzési) kérelmeinek elektronikus formába való alakítását is csak ügyvéd végezheti, feltéve ha ő készítette az eredeti okiratot is. Mindezek feltétele a kötelező kamarai tagság.
A törvény számos összeférhetetlenségi okot is megállapít. Az ügyvéd nem állhat munkaviszonyban,kormányzati szolgálati viszonyban, közszolgálati viszonyban, állami szolgálati viszonyban, közalkalmazotti viszonyban, katonai szolgálati jogviszonyban; nem lehet köztisztviselő, közjegyző, bírósági végrehajtó és főállású polgármester, gazdasági társaságban nem lehet korlátlan anyagi felelősséggel járó tag. Tehát csak a betéti társaság kültagi pozíciója nyitott számára. Vannak azonban olyan tevékenységek, melyek megengedettek, ezeket a jelenleg hatályos Üttv. kibővítette. Így különösen: a tudományos, művészeti és sporttevékenység, az oktatói tevékenység, a nem igazságügyi szakértői tevékenység, a választottbírói tevékenység, az országgyűlési, európai parlamenti, helyi önkormányzati képviselői jogviszony, választási bizottsági tagság, belső adatvédelmi felelősi tisztség, végelszámolói feladat ellátása,felügyelőbizottsági vagy számvizsgáló bizottsági tagság, nevelőszülői tevékenység, jogi szakfordítói és tolmácsolási tevékenység, mezőgazdasági őstermelői tevékenység, valamint gazdasági társaságnál ügyvezető testület tagja, vagy nem gazdasági társaság jogi személy vezető tisztségviselője. Ezeket a tevékenységeket is csak úgy végezheti az ügyvéd, hogy az az ügyvédi tevékenységétől minden szempontból legyen elkülönítve, és nem veszélyeztetheti az ügyvédi tevékenységének függetlenségét. Az ügyvéd 2 évig nem járhat el annál a bíróságnál, ügyészségnél vagy nyomozó hatóságnál, amelynél az ügyvédi kamarai tagsága előtt bíró, ügyész vagy a nyomozó hatóság tagja volt.

### Az egyes ügyvédi tevékenységek

#### Jogi képviselet ellátása és büntetőeljárásban a védelem ellátása
Ügyvéd, kamarai jogtanácsos, európai közösségi jogász, illetve az ezek helyettesítésére jogosultak bíróság, közjegyző, illetve más hatóság előtt, illetve harmadik személyekkel szemben eljárhat, mint ügyfele jogi képviselője, kivéve ha törvény egy jognyilatkozat megtételéhez kifejezetten az ügyfél személyes nyilatkozatát kívánja meg. Ilyenkor köteles ügyfelei érdekének elsődlegességét szem előtt tartva eljárni, de köteles megtagadni, ha ügyfele jogszabályba ütköző vagy azt megkerülni szándékozó utasítást ad. Ha utasítása az ügyfél érdekeire nézve célszerűtlen, erre köteles felhívni ügyfele figyelmét.

#### Jogi tanácsadás
Ennek alapján tanácsot adhat, véleményt adhat, illetve javaslatokat fogalmazhat meg, továbbá joghatás kiváltására alkalmas akaratnyilakozatokat készíthet elő. Fontos, hogyaz ügyvéd a jogi tanácsadás során az ügyfele által előadottakat teljes körűnek, pontosnak és valósnak fogadja el, feltéve ha ennél szigorúbb követelményeket nem határoznak meg. Az ügyvéd köteles tájékoztatni az ügyfelet a tanácsával kapcsolatos esetleges jogi kockázatokról, melyek mérlegeléséért az ügyfél felelős.

#### Okiratszerkesztés és ellenjegyzés
Az ügyvéd az ügyfél nyilatkozatáról okiratot szerkeszthet, ha azonban az okirat jogszabályba ütköző akaratnyilvánítást rögzít, vagy jogszabály megkerülésére irányulna, köteles megtagadni a közreműködést. Okiratszerkesztés során az ügyvéd olyan okiratot köteles készíteni, mely az ügyfél érdekeinek megfelelő, és joghatás kiváltására alkalmas. Itt is igaz az, ami a jogi tanácsadásnál: az ügyfél által előadottakat teljesnek, valósnak és pontosnak kell elfogadni, azonban tájékoztatnia kell az ügyvédnek az ügyfelet arról, ha ezekkel kapcsolatban kétsége merülne fel (figyelemmel a jogszabályba ütközés vagy jogszabály megkerülésének tilalmára), és a jogi kockázatokról is tájékoztatni kell az ügyfelet. Az okiratban rögzíteni lehet azt is, hogy az azt szerkesztő és ellenjegyző ügyvéd a benne szereplő feleket az okirattal összefüggően meghatalmazás útján képviselheti (pl. ingatlan-nyilvántartási eljárásban jogosult lehet a szerződést a földhivatalba bevinni és az eljárás során a feleket képviselni), ebben az esetben az okiratban a megbízást az ügyvéd elfogadja és elvállalja, egyben e minőségében is aláírja. Ha valamelyik fél nem ad megbízást az adott ügy ellátására, akkor azt a felet az ügyvéd írásban köteles tájékoztatni arról, hogy köztük megbízási jogviszony nem jön létre. Fontos, hogy az ügyvéd ez alapján okiratszerkesztési és ellenjegyzési tevékenysége során valamennyi fél érdekében jár el, figyelemmel az alapelvi szinten rögzített ügyfél-ügyvéd közti bizalmi kapcsolatra is.
Az ügyvédi ellenjegyzés tanúsítja egy okiratról, hogy az megfelel a jogszabályoknak, a benne foglaltak megfelelnek a felek akaratának, a felek azonosítását az ügyvéd elvégezte, és a felek az okiratot előtte írták alá vagy az aláírást előtte sajátjukként ismerték el. Az elismerés speciális szabálya, ha az ügyvéd által korábban már azonosított fél elektronikus hírközlő hálózaton keresztül (pl. Skype) teszi ezt meg, amelyről felvételt kell készíteni, és azt az okirattal együtt megőrizni. Ügyvéd csak a saját maga által szerkesztett, vagy alkalmazottja által szerkesztett, de általa szakmailag jóváhagyott okiratot ellenjegyezhet, bizonyos speciális esetekben is (pl. külképviseleti hatóság előtt hitelesített meghatalmazás esetében ellenjegyzése azt tanúsítja, hogy az a magyar jogszabályoknak megfelel). Ingatlannal kapcsolatos okiratok ellenjegyzésekor (melyeknél az ellenjegyzés egyébként is kötelező) az ügyvédnek ellenőriznie kell az ingatlan-nyilvántartási adatokat és az ingatlanhoz kapcsolódó jogokra vonatkozó okiratokat. A szerződő felek az okiratot az ellenjegyző ügyvéd helyettesítésére jogosult személy előtt is aláírhatják (pl. ügyvédjelölt, alkalmazott ügyvéd), ennek tényét az ellenjegyzésnél rögzíteni kell.
Az okiratok kellékei az Üttv. alapján szigorodtak: minden oldalt folyamatos oldalszámozással kell ellátni (ha 1 oldalas, akkor is, ennek tényét rögzíteni kell), minden oldalt alá kell írni a feleknek (ha 1 lapos okirat mindkét oldalán található szöveg, akkor is - egyetlen kivétellel: ha a több oldalas papíralapú okirat úgy van összefűzve, hogy az az okirat sérelme nélkül ne legyen megbontható, vagy minősített elektronikus aláírással ír alá minden fél, akkor elég csak egyszer aláírni), fel kell tüntetni továbbá az ellenjegyzés tényét, helyét és idejét, az ellenjegyző ügyvéd nevét és kamarai azonosító számát, továbbá szárazbélyegző-lenyomattal vagy megfelelő elektronikus aláírással kell ellátnia az aláírás oldalát.

#### Papíralapú okirat elektronikus okirati formába alakítása
Utalvány, értékpapír, vagy más, vagyoni értéket megtestesítő okirat kivételével bármely okirat esetében megtehető. A minősített elektronikus aláírás tanúsítja, hogy az elektronikus okirat a papír alapúval mindenben megegyezik, illetve az ügyvéd ezt az okiratot is ellenjegyzi. Az ily formában elkészített okiratot 10 évig köteles megőrizni.

#### Ügyvédi letét
Megbízás teljesítése, ahhoz kapcsolódó eljárási cselekmények költségének teljesítése, vagy megbízáshoz kapcsolódó megőrzés céljára az ügyvéd pénzt, készpénz-helyettesítő fizetési eszközt, utalványt, értékpapírt vagy más okiratot vehet át, őrizhet és kezelhet, melyről írásba foglalt letéti szerződést készít. Jellemzően, de nem kizárólag (a letétbe vett dolog fajtájától függően) ügyvédi letéti számlára történő teljesítéssel megy végbe, mely minden más pénzeszközétől elkülönített. Szigorú szabályok vonatkoznak a letétre: biztonságosan, a jogosulatlan hozzáférést megakadályozó módon kell eleget tenni ennek, a letét céljától eltérően nem használható, nem hasznosítható, más személy birtokába vagy őrizetébe nem adható át, mert azzal az ügyvéd bűncselekményt valósítana meg. A letett pénz azonban leköthető. Annak érdekében, hogy visszaélésre okot adó körülmény ne merülhessen fel, a kötelező legkisebb munkabér havi összegének kétszeresét elérő letétet az ügyvéd köteles a területi ügyvédi kamaránál vezetett nyilvántartásban rögzíteni.
A letét lehet ingyenes vagy díjazás ellenében történő, ennek szabályait az Üttv. rögzíti.

#### Pénz, dolog, iratok átvétele és kiadása
Ügyfele részére az ügyvéd pénzt, dolgot, vagy iratokat átvehet, melyek tényéről haladéktalanul köteles őt értesíteni. Az átvételről az ügyvéd köteles elismervényt adni, amennyiben pedig a megbízás teljesedik vagy felmondásra kerül, az ügyfél kérésére köteles az iratokat átadni - kivételt képeznek ez alól egyes iratok, ezekről másolatot adhat az ügyfél kérésére, kivéve a fogalmazványokat. Az iratkiadás nem tagadható meg pusztán csak azért, mert a megbízó nem fizette meg a megbízási díjat maradéktalanul. Hacsak nem bizonyítja, hogy elháríthatatlan külső ok idézte elő, az ügyvéd kártérítési felelősséggel tartozik a visszaszolgáltatási vagy elszámolási kötelezettséggel átvett pénzzel vagy dologgal kapcsolatosan felmerült hiány esetén.

#### Ügynyilvántartás és iratkezelés
Az ügyvéd az általa ellátott ügyekről az Üttv.-ben rögzített tartalommal és módon nyilvántartást vezet. Az ügyekkel kapcsolatos nyilvántartásban szereplő adatokat főszabály szerint 5 évig, okirat ellenjegyzése esetén az ellenjegyzést követő 10 évig, közhiteles nyilvántartásba való bejegyzés célját szolgáló okirat esetén a bejegyzéstől számított 10 évig köteles megőrizni.
Az iratkezelés körében az ellenjegyzett okiratot és az annak körében keletkezett más iratokat az ellenjegyzéstől számított 10 évig kell megőrizni (hacsak jogszabály vagy a felek más időtartamot nem írtak elő). Ha az ügyvéd időközben szünetelteti a tevékenységét, vagy az megszűnik, gondoskodik arról, hogy egy másik ügyvéd kezelje azokat.

### Az ügyvédet megillető jogosultságok
Az ügyvéd a tevékenységéért díjazásra jogosult, mely szabad megállapodás tárgya. A kirendelt védőügyvédeket pedig az állam által megítélt díj illeti meg, mely jogszabály szerint áll óradíjból (2020. január 1. napjától kezdődően minden megkezdett óra után 6.000.- Ft + ÁFA, amennyiben az ügyvéd ÁFA-körbe tartozik), illetve felkészülési díjból (melynek legkisebb összege 18.000.- Ft, maximális mértéke pedig 180.000.- Ft, és akként ítélik meg, hogy minden megkezdett óra után 1.200.- Ft (+ ÁFA az a körbe tartozó ügyvédeknél) illeti meg az ügyvédet, ha a tárgyalások össz-időtartama nem éri el a 15 órát, akkor a 18 ezer forintig eső részt az utolsó tárgyalás alkalmával utalványozzák, 150 óra felett azonban nem jár felkészülési díj). A felkészülési díj minimuma abban az esetben is jár, ha a jelenléte az eljárásban okafogyottá válik (pl. büntetővégzéssel lezárnak egy büntetőügyet a vádemelést követően). Büntetőügyben kettő illetve annál több vádlott egyidejű képviselete esetén az óradíj illetve a felkészülési díj a másfélszeresére emelkedik. Ezen túlmenően téríti meg az állam az ügyvéd útiköltség-igényét, amennyiben az indokolt, illetve adott esetben irattanulmányozás esetén is fel lehet számítani költségigényt. Polgári peres eljárás során úgynevezett költségjegyzék-nyomtatvány becsatolásával is felszámíthatja az ügyvéd a költségeit, melyet a bíróság a perben hozott határozatával ítél meg.
Az ügyvédet megilleti a névhasználat joga, mely saját nevén túl a doktori cím és az ügyvédi minőség megjelölését takarja. Névazonosság esetén a kamara is kötelezheti az újonnan belépő felet más név választására.
Az ügyvéd egyes tevékenységei végzéséhez jogosult minősített elektronikus aláírás használatára.

### Az ügyvédi kötelezettségek
Az ügyvédet titoktartási kötelezettség terheli minden olyan adatot, tényt illetően, amelyről a hivatásának gyakorlása során szerzett tudomást. Ez a kötelezettség a tevékenységének megszűnése után is fennmarad. A titoktartási kötelezettség kiterjed az ügyvéd által készített és a birtokában levő egyéb iratra is, ha ez a titoktartás körébe tartozó tényt, adatot tartalmaz. A megbízó, a jogutódja és a törvényes képviselője a titoktartási kötelezettség alól felmentést adhat. Lényeges, hogy abban az esetben, ha az ügyvédnél hatósági ellenőrzést, szemlét, vagy helyszíni kutatást végeznek, sem tárhatja fel az ügyvédi titkokat tartalmazó iratokat és adatokat, és e körben sem tanúvallomás tételére, sem adatszolgáltatásra nem kötelezhető, de nem akadályozhatja a hatóság eljárását. A védekezés céljából készült irat pedig bizonyítékként nem használható fel, közhatalmi szervek nem vizsgálhatják meg, nem foglalhatják le, nem másolhatják le, felmutatása, átadása, hozzáférés biztosítása megtagadható. Büntetőügyben való védelemhez kapcsolódóan erről a jogáról az érintett nem is mondhat le. A jogszabály azonban úgy rendelkezik, hogy a hatóság jogosult az iratba a feltétlenül szükséges mértékig betekinteni annak céljából, hogy megállapítsa, nem nyilvánvalóan alaptalanul hivatkozik arra az ügyvéd, hogy az irat védekezés céljából készült irat.
Az ügyvéd a Polgári törvénykönyv szerinti felelősséggel tartozik az általa okozott kárért. Ennek biztosítása céljából minden ügyvédnek kötelező felelősségbiztosítással kell rendelkeznie.
Az ügyvédeknek a 18/2018. (XI.26.) MÜK-szabályzat alapján 2020. január 1. napjától kezdődően kötelező továbbképzésen kell részt venniük. Ez jellemzően a területi ügyvédi kamarák által szervezett előadások formájában történik, melyek után az ügyvédek előre meghatározott mértékű kreditpontot kapnak. A képzéseken való részvétel lehet ingyenes vagy díjköteles. Évente legalább 16 kreditpontot, de 5 év alatt 80 kreditpontot mindenképpen össze kell gyűjtenie az ügyvédnek, különben kötelezően meg kell szüntetni kamarai tagságát, így végső soron pedig ügyvédi tevékenységét. Lehetőség van a kreditpontok következő évre való átvitelére is, ha évente több mint 16 pontot szerez az ügyvéd (maximum 16-ot), és az utolsó évben legfeljebb 32 pontot teljesíthet. Vannak olyan lehetőségek, melyekkel mentesülni lehet az 5 éves ciklus alatt a pontok gyűjtése alól (pl. mester fokozatú szakjogászi diploma megszerzése, 75. életév betöltése esetén csak 40 pont gyűjtése stb.), illetve adott esetben plusz pontokat lehet gyűjteni (pl. szakvizsga-bizottsági tagság, szakmai nyelvvizsga, előadói tevékenység stb.)

### A hivatás betöltésének feltételei
Aki egyetemi szintű osztatlan jogászképzés végén jogi diplomát szerzett és jogosult a doktori cím használatára, az ügyvédjelöltnek jelentkezhet ügyvédnél vagy ügyvédi irodánál. A közvetlen munkáltatója ilyenkor az ügyvéd vagy az ügyvédi iroda lesz, azonban ez együtt jár a kötelező kamarai regisztrációval, valamint a 16/2017. (XII. 7.) IM rendelet alapján 100 ezer forintos regisztrációs díj megfizetésével. Az ügyvédjelöltek esküt tesznek a kamaránál, majd fényképes ügyvédjelölti igazolványt kapnak. Az ügyvédjelölt nem kamarai tag. Az ügyvédjelölti pálya alapesetben három évig tart, ez idő alatt eljárhat minden olyan ügyben, mellyel az ügyvédi iroda bízza meg. Bizonyos korlátozások azonban vannak: például büntetőügyben törvényszék előtt zajló eljárásban részt vehet ugyan, de perbeszédet nem tarthat, polgári perben elsőfokon törvényszéki hatáskörbe tartozó ügyben nem járhat el, fiatalkorúak büntetőügyében bíróság előtt ügyvéd helyett nem járhat el, és nem fogadhat el érvényesen megbízást, csak közvetetten, munkáltató ügyvédje aláírásával. Az ügyvédjelölteknek az ügyvédi kamara képzést szervez, melynek végén a jelölt jogi szakvizsga letételével bizonyíthatja rátermettségét. Ezután jelentkezhet az ügyvédi kamaránál ügyvédként, vagy alkalmazott ügyvédként miután letette az egyszeri regisztrációs díjat (a jelenleg hatályos szabályozás szerint 200.000.- Ft, illetve 160.000.- Ft), megkötötte a felelősségbiztosítást, fizeti a rendszeres kamarai tagsági díjat, és letette az ügyvédi esküt. Az eskü szövege az egyes közjogi tisztségviselők esküjéről és fogadalmáról szóló törvényben foglalt eskü szövegéből és az annak zárómondatát megelőző következő szövegből áll: „Hivatásom gyakorlása során szakmai kötelességeimet lelkiismeretesen és a legjobb tudásom szerint, ügyfelem érdekében eljárva teljesítem.”

#### Az ügyvédi tevékenység feltételei Magyarországon
- az Európai Gazdasági Térség állampolgára
- jogi egyetemi végzettség
- magyar jogi szakvizsga
- legalább 1 év ügyvédi joggyakorlat a kamarai felvételi kérelmet megelőző 10 évben
- felelősségbiztosítás megkötése
- az ügyvédi tevékenység gyakorlására alkalmas irodahelyiség
- elektronikus ügyintézéshez szükséges feltételek megléte
- másik ügyvéddel vagy ügyvédi irodával helyettesítésre megállapodás kötése (kivéve társas ügyvédi iroda)
- nem esik ügyvédi tevékenység folytatását kizáró okok alá
- európai közösségi jogász esetén plusz feltétel, hogy Magyarországon legalább 3 évig folytasson ügyvédi tevékenységet magyar joggal vagy Magyarországon alkalmazott uniós joggal kapcsolatban, és legyen meg az ügyvédkedéshez szükséges mértékű nyelvtudása

## Az alkalmazott ügyvéd
Az ügyvédhez képest speciális jogállású személy az alkalmazott ügyvéd, ő ugyanis tevékenységét nem önállóan, hanem ügyvéddel vagy ügyvédi irodával fennálló munkaviszonyban látja el, alkalmazottként. Újdonság az Üttv. alapján, hogy az alkalmazott ügyvéd is kamarai tag. Akárcsak az ügyvédre, rá is vonatkoznak azok a feltételek, melyeket a kamarai felvételi kérelme esetén vizsgálni kell, ezek azonban speciálisak: nem kell például, hogy meglegyen a megelőző 10 évben a legalább 1 éves ügyvédi joggyakorlat, önálló irodahelyiséggel sem kell rendelkeznie (hiszen ezt a munkáltató biztosítja), elektronikus ügyintézési feltételeknek sem kell megfelelnie, helyettesítési megállapodás sem szükséges; viszont munkaviszonyban kell állnia egy ügyvéddel vagy ügyvédi irodával (akár többel is egyszerre, feltéve ha a munkáltatók azonos ügyvédi társulásnak vagy ügyvédi munkaközösségnek a tagjai). Az alkalmazott ügyvéd önállóan nem folytathat ügyvédi tevékenységet, kizárólag munkáltatója felelősségi körén belül és utasításai alapján, tevékenységét csak a munkáltatója részére adott megbízás és kirendelés keretei között végezheti, más ügyvédet vagy ügyvédi irodát csak munkáltatója egyetértésével helyettesíthet. E tekintetben az alkalmazott ügyvéd pozíciója sok tekintetben hasonlít az ügyvédjelöltére.

## Az ügyvédjelölt

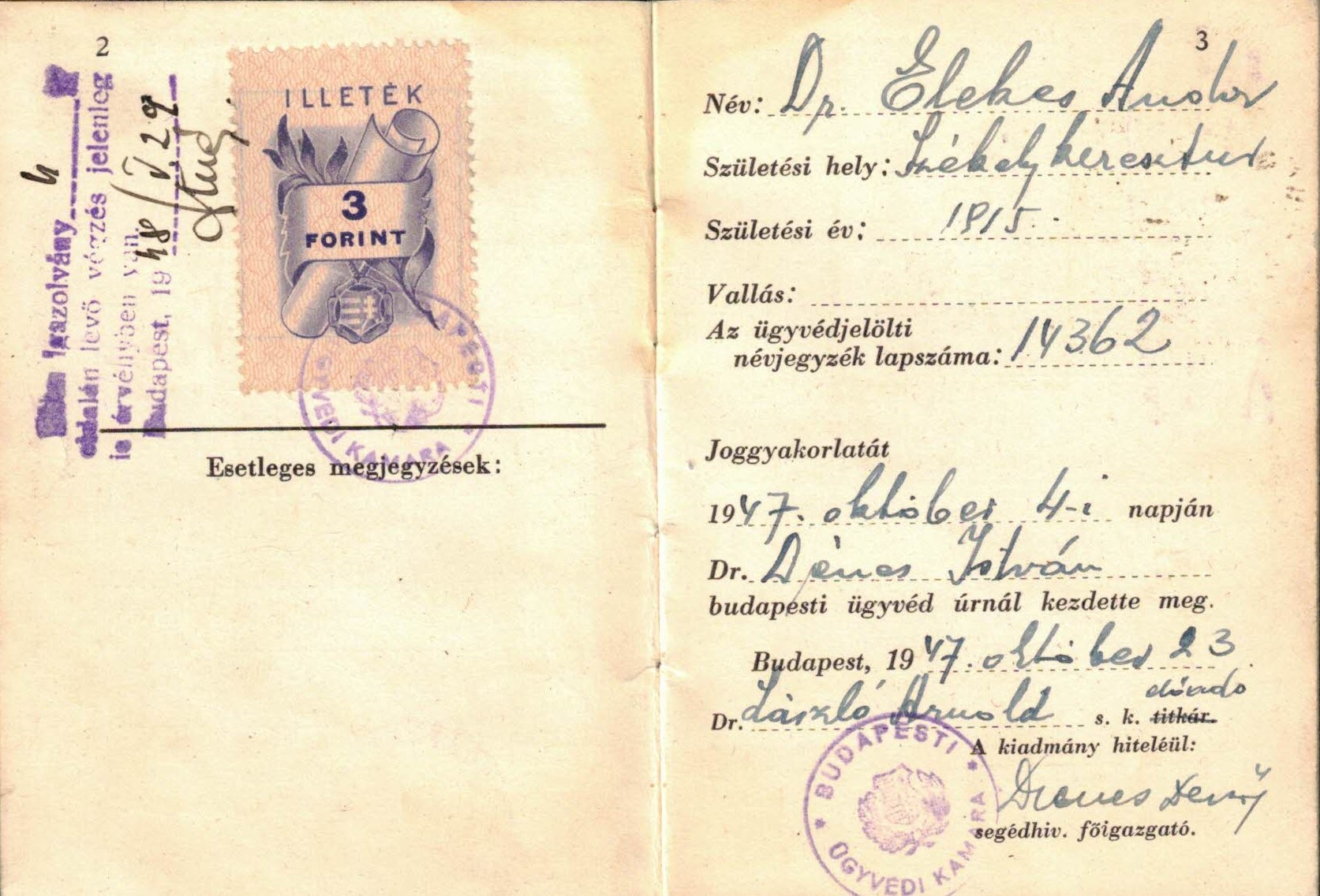
Ügyvédjelölti joggyakorlat megkezdése dr. Dénes István országgyűlési képviselőnél

Régies kifejezéssel az „ügyvédbojtár” olyan, egyéni ügyvéd vagy ügyvédi iroda alkalmazásában álló személy, aki a jogi szakvizsga letételéhez szükséges 3 éves joggyakorlati idő megszerzése érdekében gyakorolja az ügyvédi tevékenységet. Az ügyvédjelölt nem kamarai tag, hanem csak a kamarai nyilvántartásban szerepel. Fontos, hogy az ügyvédjelöltet a jogi szakvizsga sikeres letételét követő 3 hónap után törölni kell a kamarai nyilvántartásból. Mindössze négy feltételnek kell megfelelnie: az EGT állampolgára legyen, rendelkezzen jogi egyetemi végzettséggel, álljon munkaviszonyban ügyvéddel vagy ügyvédi irodával, és ne álljon fenn vele szemben az ügyvédi tevékenységet kizáró ok. Ügyvédjelöltet csak olyan ügyvéd vagy ügyvédi iroda foglalkoztathat, amelyet nem tiltottak el ettől fegyelmi büntetésként, megfelel a kamarai szabályzatban előírt feltételeknek, és nyilvántartásban is szerepel a foglalkoztatásra jogosultsága.
Az ügyvédjelölti tevékenység célja az, hogy az ügyvédjelölt megszerezze az ügyvédi működéshez és a szakvizsga letételéhez szükséges gyakorlati ismereteket. Ennek körében munkáját bizonyos, fentebb tárgyalt korlátozásokkal végezheti. Akárcsak az alkalmazott ügyvéd esetében, az ügyvédjelölt és az őt alkalmazó ügyvéd vagy ügyvédi iroda közötti munkaviszonyra A munka törvénykönyve az irányadó. A 3 éves szakmai gyakorlati idő eltelte (és a területi kamara által szervezett ügyvédjelölti oktatáson való eredményes részvétel) után az ügyvédjelölt köteles jogi szakvizsgára jelentkezni. A jogi szakvizsga részletszabályait az 5/1991. (IV. 4.) IM rendelet határozza meg.

## A kamarai jogtanácsos
Az Üttv. hatálybalépését követően a jogtanácsosok pozíciója is megváltozott, ugyanis ügyvédi kamarai tagok lettek. A jogtanácsosok esetében is létezik a törvény alapján meghatározott, az ügyvédjelölthöz hasonló pozíció, a jogi előadó.

## A védő
Védőként eljárhat a büntetőeljárásban (és a szabálysértési eljárásban) azon ügyvéd, akit meghatalmazás vagy kirendelés alapján a terhelt védelmével bíztak meg. A védő - ha a törvény eltérően nem rendelkezik - teljeskörűen gyakorolhatja a terhelt mindazon jogát, amely jellegénél fogva nem csak a terhelt személyéhez fűződik. A védő e jogokat önállóan, védői jogokként gyakorolhatja. 
A büntetőeljárásban a védőn túlmenően ügyvéd is részt vehet a tanú érdekében eljáró ügyvédként, pártfogó ügyvédként (ezek együttesen: segítő ügyvéd), valamint a sértett, a vagyoni érdekelt és az egyéb érdekelt képviseletében eljáró meghatalmazott ügyvédként, ügygondnokként, a magánvádló és a pótmagánvádló képviselőjeként. 

## Az ügyvédi tevékenység szüneteltetése
Az ügyvédi tevékenységről szóló 2017. évi LXXVIII. törvény ) lehetővé teszi, hogy az ügyvéd, saját  kérelmére, a területi ügyvédi kamara előzetes engedélyével,  meghatározott időre szüneteltethesse az ügyvédi tevékenységét.